# 植田宏文
植田 宏文（うえだ ひろふみ、1965年8月 - ）は日本の経済学者。専門は財政学、金融論、経済政策、金融政策。同志社大学商学部教授。博士（経済学）（神戸大学、1994年）。福岡県出身。

## 来歴
1989年、大阪府立大学経済学部経済学科を卒業後、1994年に神戸大学大学院経済学研究科の博士後期課程を修了した。
1994年に同志社大学商学部の専任講師に就任し、1997年から助教授に昇進。2000年にロンドン大学客員研究員に任じられる。
2004年に同志社大学商学部（2007年以降は同志社大学大学院商学研究科）の教授に就任。2014年より学部長・大学院商学研究科長を務める。

## 著書
- 『金融不安定性の経済分析』（晃洋書房、2006年）
- 『金融革新と不安定性の経済学』（中央経済社、2017年）